# Desmodium campyloclados
Desmodium campyloclados är en ärtväxtart som beskrevs av William Botting Hemsley. Desmodium campyloclados ingår i släktet Desmodium och familjen ärtväxter. Inga underarter finns listade i Catalogue of Life.